# Narva-Jõesuu stad
Narva-Jõesuu stad (estniska: Narva-Jõesuu linn) är en kommun (stadskommun, estniska: linn) i landskapet Ida-Virumaa i nordöstra Estland. Kommunen ligger vid Finska viken, cirka 180 kilometer öster om huvudstaden Tallinn. Kommunen gränsar till Sillamäe stad och Toila kommun i väster, Alutaguse kommun i söder samt Narva stad i öster. Floden Narva utgör en naturlig gräns mot Ryssland i sydöst och nordöst.
Två av staden Narvas stadsdelar, Kudruküla respektive Olgina, utgör enklaver inom kommunen.
Den 21 oktober 2017 uppgick Vaivara kommun samt en del av Kohtla-Järve stad (Viivikonna och Sirgala) i kommunen, som innan dess enbart omfattat själva staden Narva-Jõesuu.

## Geografi

### Klimat
Årsmedeltemperaturen i trakten är 2 °C. Den varmaste månaden är juli, då medeltemperaturen är 17 °C, och den kallaste är februari, med −12 °C.

## Orter
I Narva-Jõesuu stadskommun finns en stad, två småköpingar samt 20 byar.

### Städer
- Narva-Jõesuu (centralort)

### Småköpingar
- Olgina
- Sinimäe

### Byar
- Arumäe
- Auvere
- Hiiemetsa
- Hundinurga
- Laagna
- Kudruküla
- Meriküla
- Mustanina
- Peeterristi
- Perjatsi
- Pimestiku
- Puhkova
- Sirgala
- Soldina
- Sõtke
- Tõrvajõe
- Udria
- Vaivara
- Viivikonna
- Vodava